# Бордман, Элинор
Элинор Бордман (англ. Eleanor Boardman, 19 августа 1898 — 12 декабря 1991) — американская актриса, которая была популярна в эпоху немого кино.

## Биография
Элинор Бордман родилась в Филадельфии 19 августа 1898 года. Её кинокарьера началась в 1922 году и за довольно короткий срок актриса добилась больших успехов и любви аудитории. В том же году она была названа кинокомпанией «Goldwyn Pictures» «Новым лицом года», а затем заключила с ней контракт. После нескольких второстепенных ролей она появилась в качестве ведущей актрисы в картине «Души на продажу». Рост её популярности привёл к включению актрисы в список WAMPAS Baby Stars в 1923 году. За годы своей карьеры Бордман появилась более чем в 30 фильмах, а наивысшего успеха и признания добилась в 1926 году после выхода на экраны картины Кинга Видора «Толпа».
Двумя годами ранее Бордман и Видор сочетались узами брака, и актриса стала матерью двух его дочерей. Актёры Джон Гилберт и Грета Гарбо запланировали двойную свадьбу вместе с ними, но в последний момент Гарбо передумала, и их свадьба не состоялась.
С появлением звукового кино актриса так и не смогла адаптироваться к новшеству и в 1935 году, уйдя в отставку, покинула Голливуд. После этого Бордман только раз можно было увидеть на экранах — в интервью для документального фильма «Голливуд» в 1980 году.
В 1940 году Элинор Бордман во второй раз вышла замуж, за Гарри д’Эббеди д’Араст, с которым не расставалась до его смерти в 1968 году. Её самой не стало 12 декабря 1991 года — актриса скончалась в Санта-Барбаре в возрасте 93 лет. За свой вклад в кино она удостоена звезды на Голливудской аллее славы.